# Lista odcinków serialu Skazany na śmierć
W niniejszym artykule znajduje się lista odcinków serialu Skazany na śmierć.

## Przegląd sezonów
| Sezon | Sezon           | Odcinki         | Premierowa emisja Fox | Premierowa emisja Fox | Premierowa emisja Polsat (sezony 1-4) / Canal + (sezon 5) | Premierowa emisja Polsat (sezony 1-4) / Canal + (sezon 5) | Premierowa emisja Polsat (sezony 1-4) / Canal + (sezon 5) |
| Sezon | Sezon           | Odcinki         | Premiera sezonu       | Finał sezonu          | Premiera sezonu                                           | Finał sezonu                                              |                                                           |
| ----- | --------------- | --------------- | --------------------- | --------------------- | --------------------------------------------------------- | --------------------------------------------------------- | --------------------------------------------------------- |
|       | 1               | 22              | 29 sierpnia 2005      | 15 maja 2006          | 28 stycznia 2007                                          | 4 czerwca 2007                                            |                                                           |
|       | 2               | 22              | 21 sierpnia 2006      | 2 kwietnia 2007       | 9 września 2007                                           | 25 listopada 2007                                         |                                                           |
|       | 3               | 13              | 17 września 2007      | 18 lutego 2008        | 7 września 2008                                           | 30 listopada 2008                                         |                                                           |
|       | 4               | 24              | 1 września 2008       | 15 maja 2009          | 6 września 2009                                           | 9 maja 2010                                               |                                                           |
|       | The Final Break | The Final Break | 24 maja 2009          | 24 maja 2009          | 16 maja 2010                                              | 24 maja 2010                                              |                                                           |
|       | 5               | 9               | 4 kwietnia 2017       | 30 maja 2017          | 14 kwietnia 2017                                          | 9 czerwca 2017                                            |                                                           |

## Sezon 1 (2005-2006)
Nadawanie sezonu 1. w Stanach rozpoczęło się 28 sierpnia 2005 roku, natomiast zakończono 15 maja 2006. W Polsce serial był emitowany od 28 stycznia do 4 czerwca 2007 roku. Sezon zawiera 22 odcinki, każdy po około 43 minuty.
| № | #  | Tytuł                         | Reżyseria              | Scenariusz     | Premiera (Fox)       | Premiera w Polsce (Polsat) |
| --- | -- | ----------------------------- | ---------------------- | -------------- | -------------------- | -------------------------- |
| 1 | 1  | Pilot                         | Brett Ratner           | Paul Scheuring | 29 sierpnia 2005     | 28 stycznia 2007           |
| Michael Scofield zostaje osadzony w więzieniu stanowym Fox River. Jest to częścią jego planu, mającego na celu wyciągnięcie z więzienia brata, Lincolna Burrowsa, który został wrobiony w morderstwo brata wiceprezydent i oczekuje na wyrok śmierci. |    |                               |                        |                |                      |                            |
| 2 | 2  | Allen                         | Michael Watkins        | Paul Scheuring | 29 sierpnia 2005     | 28 stycznia 2007           |
| W Fox River szykują się zamieszki między białymi a czarnymi skazańcami. Michael wie, że potrzebuje czegoś od dwóch stron. Veronica Donovan wydaje się być pewna, iż to Lincoln jest winny śmierci Terrence’a Steadmana.                               |    |                               |                        |                |                      |                            |
| 3 | 3  | Cell Test                     | Brad Turner            | Michael Pavone | 5 września 2005      | 4 lutego 2007              |
| Michael sprawdza, czy jego współtowarzysz z celi, Fernando Sucre, jest w stanie dotrzymać tajemnicy. Ten nie ma zamiaru wziąć udziału w ucieczce. T-Bag planuje zemstę na Michaelu. John Abruzzi stara się odnaleźć Fibonacciego w inny sposób.       |    |                               |                        |                |                      |                            |
| 4 | 4  | Cute Poison                   | Matt Earl Beesley      | Matt Olmstead  | 12 września 2005     | 11 lutego 2007             |
| Michael kontynuuje przygotowania do ucieczki. Sucre odkrywa, że jego kuzyn Hector stara się zdobyć przychylność jego narzeczonej, Maricruz Delgado, i postanawia uciec razem z Michaelem.                                                             |    |                               |                        |                |                      |                            |
| 5 | 5  | English, Fitz or Percy        | Randall Zisk           | Zack Estrin    | 19 września 2005     | 18 lutego 2007             |
| Agenci Paul Kellerman i Daniel Hale odkrywają, że Michael jest spokrewniony z Lincolnem. Szantażują naczelnika Pope’a, by ten wyraził zgodę na transfer. Michael werbuje kolejne osoby do ucieczki.                                                   |    |                               |                        |                |                      |                            |
| 6 | 6  | Riots, Drills and the Devil 1 | Randall Zisk           | Nick Santora   | 26 września 2005     | 25 lutego 2007             |
| By wyrobić się z czasem, Michael poprzez manipulację inicjuje zamieszki, w wyniku których zostaje zamknięty cały blok. Zaczynają się kłopoty, ponieważ zamieszki przybierają nieoczekiwany obrót sprawy.                                              |    |                               |                        |                |                      |                            |
| 7 | 7  | Riots, Drills and the Devil 2 | Vern Gillum            | Karyn Usher    | 3 października 2005  | 4 marca 2007               |
| Michael, ryzykując niepowodzenie planu, postanawia ratować Sarę Tancredi. Tym samym pozostawia Sucre, Abruzziego i T-Baga, by ci kontynuowali kopanie. Lincoln musi walczyć o życie. Veronica i Nick Savrinn jadą do Waszyngtonu.                     |    |                               |                        |                |                      |                            |
| 8 | 8  | The Old Head                  | Jace Alexander         | Monica Macer   | 24 października 2005 | 11 marca 2007              |
| Michael odkrywa, że droga ucieczki wiedzie pod „kanciapą” strażników. Postanawia zwerbować Charlesa Westmorelanda. Veronica, Nick i L.J. Burrows wiedzą, że są w niebezpieczeństwie. Firma usiłuje się ich pozbyć.                                    |    |                               |                        |                |                      |                            |
| 9 | 9  | Tweener                       | Matt Earl Beesley      | Paul Scheuring | 31 października 2005 | 18 marca 2007              |
| Michael chroni młodego więźnia przed T-Bagiem. Plan ucieczki zostaje zagrożony z chwilą, gdy Abruzzi traci władzę nad ekipą budowlaną. Benjamin „C-Note” Franklin zaczyna mieć pewne podejrzenia względem Michaela.                                   |    |                               |                        |                |                      |                            |
| 10 | 10 | Sleight of Hand               | Dwight H. Little       | Nick Santora   | 7 listopada 2005     | 25 marca 2007              |
| Michael i Abruzzi zastanawiają się, jak odzyskać kontrolę nad ekipą budowlaną. C-Note wymusza na Michaelu dopisanie do listy uciekających. Veronicę, Nicka i L.J.-a ściga agent Firmy.                                                                |    |                               |                        |                |                      |                            |
| 11 | 11 | And Then There Were 7         | Jesús Salvador Treviño | Zack Estrin    | 14 listopada 2005    | 1 kwietnia 2007            |
| Ekipa oraz Sara dowiadują się, że Michael ma żonę, Nikę Volek. Westmoreland zmienia zdanie, odnośnie do ucieczki. Veronica, Nick i LJ uciekają przed agentem Firmy.                                                                                   |    |                               |                        |                |                      |                            |
| 12 | 12 | Odd Man Out                   | Bobby Roth             | Karyn Usher    | 21 listopada 2005    | 8 kwietnia 2007            |
| Napięcie w ekipie wzrasta, gdy okazuje się, że jest zbyt wielu chętnych do ucieczki. Michael dopracowuje szczegóły. T-Bag dokonuje zamachu na życie Abruzziego. Veronica otrzymuje pomoc od tajemniczego sojusznika.                                  |    |                               |                        |                |                      |                            |
| 13 | 13 | End of the Tunnel             | Sanford Bookstaver     | Paul Scheuring | 28 listopada 2005    | 15 kwietnia 2007           |
| Ekipa jest gotowa, lecz Michael nie wyraża zgody na ucieczkę; nie chce zostawić brata, którego osadzono w izolatce. Veronica wygłasza przemówienie w telewizji.                                                                                       |    |                               |                        |                |                      |                            |
| 14 | 14 | The Rat                       | Kevin Hooks            | Matt Olmstead  | 20 marca 2006        | 22 kwietnia 2007           |
| Do egzekucji Lincolna pozostaje kilka godzin. Michael stara się przekonać Sarę, by ta porozmawiała ze swoim ojcem, gubernatorem Frankiem Tancredi, i przekonała go, by ten jeszcze raz przejrzał akta sprawy Linca.                                   |    |                               |                        |                |                      |                            |
| 15 | 15 | By the Skin and the Teeth     | Fred Gerber            | Nick Santora   | 27 marca 2006        | 29 kwietnia 2007           |
| Dzięki dostarczeniu nowych dowodów, egzekucja Lincolna odracza się w czasie. Michael zyskuje dodatkowy czas. Musi obmyślić nowy plan ucieczki. |    |                               |                        |                |                      |                            |
| 16 | 16 | Brother’s Keeper              | Greg Yaitanes          | Zack Estrin    | 3 kwietnia 2006      | 6 maja 2007                |
| Odcinek poświęcony wydarzeniom, mającym miejsce 3 lata wcześniej. Dowiadujemy się informacji na temat życia Michaela, jego drodze do Fox River. Ukazany jest również wątek o ukartowaniu zabójstwa Terrence’a Steadmana.                              |    |                               |                        |                |                      |                            |
| 17 | 17 | J-Cat                         | Guy Ferland            | Karyn Usher    | 10 kwietnia 2006     | 13 maja 2007               |
| Michael zostaje wysłany do izolatki w związku z jego bliznami po poparzeniu. Zadaniem Sucre jest utrzymanie planu ucieczki w ścisłej tajemnicy. Veronica, Nick i LJ wracają do New Glarus w poszukiwaniu dodatkowych informacji.                      |    |                               |                        |                |                      |                            |
| 18 | 18 | Bluff                         | Jace Alexander         | Nick Santora   | 17 kwietnia 2006     | 20 maja 2007               |
| Michael stara się przekonać Charlesa „Świrusa” Patoshika, by ten pomógł mu zrekonstruować brakującą część mapy. Roy Geary sprzedaje dawną celę Michaela i Sucre. Reszta ekipy musi zdobyć pieniądze na jej kupno.                                     |    |                               |                        |                |                      |                            |
| 19 | 19 | The Key                       | Sergio Mimica Gezzan   | Zack Estrin    | 24 kwietnia 2006     | 27 maja 2007               |
| Lincoln zostaje uratowany z wypadku samochodowego przez swojego ojca, Aldo Burrowsa. Michael potrzebuje klucza do izby chorych. Do Fox River powraca Abruzzi.                                                                                         |    |                               |                        |                |                      |                            |
| 20 | 20 | Tonight                       | Bobby Roth             | Zack Estrin    | 1 maja 2006          | 4 czerwca 2007             |
| Po tym, jak Brad Bellick odkrywa dziurę w „kanciapie”, ekipa postanawia niezwłocznie wdrożyć plan ucieczki w życie. Michael jest zmuszony wtajemniczyć Sarę. Veronica odnajduje dowody prowadzące do Montany.                                         |    |                               |                        |                |                      |                            |
| 21 | 21 | Go                            | Dean White             | Matt Olmstead  | 8 maja 2006          | 4 czerwca 2007             |
| Michael zdradza naczelnika w celu wyciągnięcia brata z izolatki. Nick okazuje się być człowiekiem na usługach Abruzziego. Ekipa rozpoczyna ucieczkę z Fox River.                                                                                      |    |                               |                        |                |                      |                            |
| 22 | 22 | Flight                        | Kevin Hooks            | Paul Scheuring | 15 maja 2006         | 4 czerwca 2007             |
| Poza murami więzienia, uciekinierzy walczą o jak najszybsze uwolnienie się od pościgu, na czele którego stoi Bellick. Caroline Reynolds zastaje zaprzysiężona jako nowa prezydent USA. Veronica jedzie do Montany w celu odnalezienia Steadmana.      |    |                               |                        |                |                      |                            |

## Sezon 2 (2006-2007)
Sezon 2. w Stanach rozpoczął się 21 sierpnia 2006 roku, a zakończył 2 kwietnia 2007. W Polsce nadawany był po dwa odcinki, począwszy od 9 września do 25 listopada 2007. Sezon zawiera 22 odcinki, każdy po około 43 minuty.
| № | #  | Tytuł           | Reżyseria            | Scenariusz                  | Premiera (Fox)       | Premiera w Polsce (Polsat) |
| --- | -- | --------------- | -------------------- | --------------------------- | -------------------- | -------------------------- |
| 23 | 1  | Manhunt         | Kevin Hooks          | Paul Scheuring              | 21 sierpnia 2006     | 9 września 2007            |
| Michael, Lincoln, Sucre, C-Note i Abruzzi jadą do Oswego. T-Bag znajduje „pomoc” dla swojej ręki. Do pościgu za uciekinierami zostaje przydzielony agent FBI Alexander Mahone. Veronica ginie z rąk agenta Firmy.                               |    |                 |                      |                             |                      |                            |
| 24 | 2  | Otis            | Bobby Roth           | Matt Olmstead               | 28 sierpnia 2006     | 9 września 2007            |
| Mahone próbuje dopaść uciekinierów, wykorzystując L.J.-a. Sucre, C-Note i Abruzzi uciekają w swoje strony. Bellick i Pope stają przed komisją więziennictwa w związku z ucieczką więźniów z Fox River.                                          |    |                 |                      |                             |                      |                            |
| 25 | 3  | Scan            | Bryan Spicer         | Zack Estrin                 | 4 września 2006      | 16 września 2007           |
| Michael i Lincoln udają się po pomoc do Niki. Sucre szuka Maricruz. C-Note usilnie próbuje skontaktować się z rodziną. Sara zostaje aresztowana za pomoc w ucieczce. Bellick i Geary zostają łowcami nagród.                                    |    |                 |                      |                             |                      |                            |
| 26 | 4  | First Down      | Bobby Roth           | Nick Santora                | 11 września 2006     | 16 września 2007           |
| Bellick i Geary łapią Michaela, Lincolna i Nikę. Kellerman jest coraz bliżej Sary. Abruzzi pragnie zemsty na Fibbonaccim. Mahone jest na tropie szefa mafii. Wkrótce dochodzi do spotkania obydwóch panów, z którego tylko jeden wychodzi żywo. |    |                 |                      |                             |                      |                            |
| 27 | 5  | Map 1213        | Peter O’Fallon       | Karyn Usher                 | 18 września 2006     | 23 września 2007           |
| Mahone zaczyna interesować się pieniędzmi, które ukrył Westmoreland. Michael i Lincoln zmierzają do Utah. Sucre za wszelką cenę próbuje powstrzymać Maricruz od wzięcia ślubu.                                                                  |    |                 |                      |                             |                      |                            |
| 28 | 6  | Subdivision     | Eric Laneuville      | Monica Macer                | 25 września 2006     | 23 września 2007           |
| Michael, Lincoln, T-Bag i David „Tweener” Apolskis poszukują pieniędzy Westmorelanda. Nieoczekiwanie dołączają do nich Sucre i C-Note. Tymczasem, Świrus widziany jest w Wisconsin.                                                             |    |                 |                      |                             |                      |                            |
| 29 | 7  | Buried          | Sergio Mimica-Gezzan | Seth Hoffman                | 2 października 2006  | 30 września 2007           |
| Lincoln zostawia Michaela i jedzie szukać L.J.-a. Ekipa znajduje pieniądze Westmorelanda. Sara i jej ojciec są na celowniku Firmy. Mahone przesłuchuje Tweenera.                                                                                |    |                 |                      |                             |                      |                            |
| 30 | 8  | Dead Fall       | Vince Misiano        | Zack Estrin                 | 23 października 2006 | 30 września 2007           |
| Ekipa znów się rozłącza. Mahone jest przesłuchiwany w związku ze śmiercią Tweenera. Lincoln jedzie do Arizony w poszukiwaniu syna. Bellick i Geary „wracają do gry”.                                                                            |    |                 |                      |                             |                      |                            |
| 31 | 9  | Unearthed       | Kevin Hooks          | Nick Santora                | 30 października 2006 | 7 października 2007        |
| Uciekinierzy próbują kontaktować się z rodzinami. Michael jedzie na spotkanie z Lincolnem. Michael odkrywa tajemnicę Mahone’a. Sara rozszyfrowuje wiadomości od Michaela. To samo udaje się Kellermanowi i Mahone’owi.                          |    |                 |                      |                             |                      |                            |
| 32 | 10 | Rendezvous      | Dwight H. Little     | Karyn Usher                 | 6 listopada 2006     | 7 października 2007        |
| Michael i Sara spotykają się w Nowym Meksyku. Mahone śledzi ich. Lincoln i LJ zostają odbici z rąk policji. Bellick i Geary torturują T-Baga. Sucre stara się skontaktować z ukochaną.                                                          |    |                 |                      |                             |                      |                            |
| 33 | 11 | Bolshoi Booze   | Greg Yaitanes        | Monica Macer, Seth Hoffman  | 13 listopada 2006    | 14 października 2007       |
| Michael stara się zorganizować transport. Lincoln ponownie zostawia L.J.-a. T-Bagowi udaje się uciec i dopaść Geary’ego. Kellerman torturuje Sarę. Mahone odgaduje, co oznacza Bolshoi Booze.                                                   |    |                 |                      |                             |                      |                            |
| 34 | 12 | Disconnect      | Karen Gaviola        | Nick Santora, Karyn Usher   | 22 listopada 2006    | 14 października 2007       |
| Mahone jest na tropie Michaela. Ten spotyka się ze swoim ojcem. Sara ucieka Kellermanowi. C-Note ryzykuje zdemaskowanie się. Bellick jest podejrzany w sprawie zabójstwa Geary’ego.                                                             |    |                 |                      |                             |                      |                            |
| 35 | 13 | The Killing Box | Bobby Roth           | Zack Estrin                 | 27 listopada 2006    | 21 października 2007       |
| Michael i Lincoln zostają zatrzymani przez policję. Bellick trafia do Fox River jako więzień. T-Bag szuka swej dawnej miłości. Sucre, już na terytorium Meksyku, zmuszony jest do wyskoku z lecącego samolotu.                                  |    |                 |                      |                             |                      |                            |
| 36 | 14 | John Doe        | Kevin Hooks          | Matt Olmstead, Nick Santora | 22 stycznia 2007     | 21 października 2007       |
| Michael, Lincoln i Kellerman jadą do Montany, by odnaleźć Steadmana. Bellick ma problemy w Fox River. T-Bag znajduje Susan. C-Note kontynuuje podróż wraz ze swoją córką.                                                                       |    |                 |                      |                             |                      |                            |
| 37 | 15 | The Message     | Bobby Roth           | Zack Estrin, Karyn Usher    | 29 stycznia 2007     | 28 października 2007       |
| By przekazać wiadomość Sarze, Michael, Lincoln i Kellerman uprowadzają kamerzystę. Bellick zostaje wysłany do izby chorych. Sucre w poszukiwaniu transportu kradnie samochód w Meksyku.                                                         |    |                 |                      |                             |                      |                            |
| 38 | 16 | Chicago         | Jesse Bochco         | Matt Olmstead, Nick Santora | 5 lutego 2007        | 28 października 2007       |
| Michael, Lincoln, Sara i Kellerman jadą do Chicago. Mahone i Bellick są na tropie Świrusa. T-Bag przetrzymuje rodzinę Susan. C-Note ma poważne problemy.                                                                                        |    |                 |                      |                             |                      |                            |
| 39 | 17 | Bad Blood       | Nelson McCormick     | Paul Scheuring, Karyn Usher | 19 lutego 2007       | 4 listopada 2007           |
| Michael i Sara przekonują Pope’a, by ten pomógł im w uzyskaniu informacji. C-Note podejmuje zaskakującą decyzję. Sucre spotyka się z Maricruz. T-Bag jedzie do rodzinnej miejscowości.                                                          |    |                 |                      |                             |                      |                            |
| 40 | 18 | Wash            | Bobby Roth           | Nick Santora                | 26 lutego 2007       | 4 listopada 2007           |
| Michael, Lincoln i Sara znajdują dowód, pozwalający ujawnić spisek. Mahone wykorzystuje C-Note’a, by namierzyć Michaela. Bellick jedzie do Meksyku w celu odnalezienia Sucre. Kellerman przygotowuje się do zamachu na Panią Prezydent.         |    |                 |                      |                             |                      |                            |
| 41 | 19 | Sweet Caroline  | Dwight Little        | Karyn Usher                 | 5 marca 2007         | 11 listopada 2007          |
| Michael szantażuje Reynolds. Lincoln udaje się po pomoc do swojego dobrego przyjaciela. Bellick odnajduje Sucre. T-Bag traci pieniądze Westmorelanda.                                                                                           |    |                 |                      |                             |                      |                            |
| 42 | 20 | Panama          | Vincent Misiano      | Zack Estrin                 | 19 marca 2007        | 11 listopada 2007          |
| Sara poddaje się policji, tym samym umożliwiając ucieczkę Michaelowi i Lincolnowi. Bellick zmusza Sucre, by ten pomógł mu w poszukiwaniu pieniędzy. C-Note godzi się zeznawać przeciwko Mahone’owi w zamian za oczyszczenie z zarzutów.         |    |                 |                      |                             |                      |                            |
| 43 | 21 | Fin Del Camino  | Bobby Roth           | Matt Olmstead, Seth Hoffman | 26 marca 2007        | 18 listopada 2007          |
| Michael, Sucre i Bellick wspólnie starają się złapać T-Baga. W Chicago rozpoczyna się rozprawa Sary. Kellerman rozważa popełnienie samobójstwa.                                                                                                 |    |                 |                      |                             |                      |                            |
| 44 | 22 | Sona            | Kevin Hooks          | Paul Scheuring              | 2 kwietnia 2007      | 25 listopada 2007          |
| Dzięki zeznaniom Kellermana Sara i Lincoln zostają oczyszczeni ze wszystkich zarzutów. Michael robi, co może, by uchronić swego brata. T-Bag spotyka się z Bellickiem w panamskim więzieniu.                                                    |    |                 |                      |                             |                      |                            |

## Sezon 3 (2007-2008)
Sezon 3. w Stanach zaczęto nadawać 17 września 2007 roku. W Polsce data premiery to 7 września 2008. Z powodu strajku scenarzystów kręcenie trzeciego sezonu zostało zawieszone i zobaczyliśmy w nim tylko 13 odcinków. Czas trwania każdego z odcinków to około 43 minuty.
| № | #  | Tytuł               | Reżyseria        | Scenariusz                      | Premiera (Fox)       | Premiera w Polsce (Polsat) |
| --- | -- | ------------------- | ---------------- | ------------------------------- | -------------------- | -------------------------- |
| 45 | 1  | Orientación         | Kevin Hooks      | Paul Scheuring                  | 17 września 2007     | 7 września 2008            |
| Michael trafia do panamskiego więzienia Sona. Do zakładu trafiają również T-Bag, Mahone i Bellick. Lincoln szuka sposobu na wyciągnięcie brata. T-Bag od początku próbuje zyskać przychylność Lechero, nieformalnego przywódcy Sony.                    |    |                     |                  |                                 |                      |                            |
| 46 | 2  | Fire/Water          | Bobby Roth       | Matt Olmstead                   | 24 września 2007     | 14 września 2008           |
| Michael i Mahone, każdy na własną rękę, szukają Jamesa Whistlera. Lincoln poszukuje wskazówek, które pomogą mu w wydostaniu brata z więzienia. T-Bag zyskuje przychylność Lechero. Sonie grozi bunt, ponieważ kończą się zapasy wody.                   |    |                     |                  |                                 |                      |                            |
| 47 | 3  | Call Waiting        | Milan Cheylov    | Zack Estrin                     | 1 października 2007  | 21 września 2008           |
| Michael potrzebuje pomocy T-Baga, by skontaktować się z Sarą. Mahone usiłuje zdobyć lekarstwo. Bellick znajduje się w trudnej sytuacji. Lincoln postanawia spróbować samemu odbić L.J.-a i Sarę.                                                        |    |                     |                  |                                 |                      |                            |
| 48 | 4  | Good Fences         | Michael Switzer  | Nick Santora                    | 8 października 2007  | 28 września 2008           |
| Po nieudanej próbie odbicia L.J.-a i Sary, Lincoln otrzymuje od Susan B. Anthony przerażający pakunek. Michael ma już pewne plany, odnośnie do ucieczki. Mahone ma halucynacje, w których prześladuje go Świrus. T-Bag zostaje członkiem świty Lechero. |    |                     |                  |                                 |                      |                            |
| 49 | 5  | Interference        | Karen Gaviola    | Karyn Usher                     | 22 października 2007 | 5 października 2008        |
| Do Sony trafia nowy więzień. Michael zaczyna mieć pewne podejrzenia względem Whistlera. Lincoln przygotowuje szczegóły ucieczki poza murami więzienia. Sucre zgadza się na dostarczanie pakunków do Sony na prośbę kuzyna Lechero – Augusto.            |    |                     |                  |                                 |                      |                            |
| 50 | 6  | Photo Finish        | Kevin Hooks      | Seth Hoffman                    | 5 listopada 2007     | 12 października 2008       |
| Michael grozi Lincolnowi, że nie ucieknie, dopóki nie zobaczy zdjęć L.J.-a i Sary. Whistler zostaje oskarżony o popełnienie morderstwa. Michael musi udowodnić jego niewinność. Mahone nabywa szansę na szybkie opuszczenie Sony.                       |    |                     |                  |                                 |                      |                            |
| 51 | 7  | Vamonos             | Vince Misiano    | Zack Estrin, Kalinda Vasquez    | 5 listopada 2007     | 19 października 2008       |
| Gdy Michael dowiaduje się o śmierci Sary oskarża Whistlera, że to przez niego zginęła i wyzywa go na pojedynek. Lincoln i Sofia Lugo są w trudnej sytuacji, gdyż Susan grozi, że zabije L.J.-a. Lechero traci wpływy w Sonie.                           |    |                     |                  |                                 |                      |                            |
| 52 | 8  | Bang and Burn       | Bobby Roth       | Christian Trokey, Nick Santora  | 12 listopada 2007    | 26 października 2008       |
| Susan bierze plan ucieczki we własne ręce, tym samym zostawiając Michaela zdanego na samego siebie. Lechero wyjawia Michaelowi i Whistlerowi tajemnicę Sony. Sofia odkrywa przeszłość Whistlera. Lincoln i Sucre są na celowniku agentów Firmy.         |    |                     |                  |                                 |                      |                            |
| 53 | 9  | Boxed In            | Craig Ross       | Karyn Usher                     | 14 stycznia 2008     | 2 listopada 2008           |
| Michael trafia do izolatki. Wkrótce, zaczyna współpracować z generałem Zavalą. Susan znajduje sposób na motywację Lincolna. Sucre dostarcza kolejny pakunek do Sony. Zaczyna się konflikt na linii Lechero – Sammy.                                     |    |                     |                  |                                 |                      |                            |
| 54 | 10 | Dirt Nap            | Michael Switzer  | Matt Olmstead oraz Seth Hoffman | 21 stycznia 2008     | 9 listopada 2008           |
| Lechero traci władzę w Sonie. Lincoln i Sucre planują „niespodziankę” dla Susan. T-Bag zmusza Bellicka do wzięcia udziału w jeszcze jednej walce. Plan Michaela zostaje odkryty przez Sammiego i jego podwładnych.                                      |    |                     |                  |                                 |                      |                            |
| 55 | 11 | Under and Out       | Greg Yaitanes    | Zack Estrin                     | 4 lutego 2008        | 16 listopada 2008          |
| Ekipa jest zmuszona do szybkiej ucieczki z powodu silnych opadów deszczu. Do uciekających dołącza nowa osoba. T-Bag i Lechero zawierają porozumienie. Whistler podejmuje zaskakującą decyzję. Linc pozbawia Sonę oświetlenia.                           |    |                     |                  |                                 |                      |                            |
| 56 | 12 | Hell or High Water  | Kevin Hooks      | Nick Santora                    | 11 lutego 2008       | 23 listopada 2008          |
| Rozpoczyna się ucieczka z Sony. Jednakże, nie dla wszystkich przebiega ona zgodnie z planem. T-Bag i Bellick zostają złapani, a Lechero postrzelony. Sucre ma poważne problemy. Lincoln jest gotowy pomścić śmierć swojego ojca.                        |    |                     |                  |                                 |                      |                            |
| 57 | 13 | The Art of the Deal | Nelson McCormick | Matt Olmstead, Seth Hoffman     | 18 lutego 2008       | 30 listopada 2008          |
| Michael i Lincoln wymieniają Whistlera na L.J.-a i Sofię. W Sonie zostaje zamordowany Lechero. Władzę w więzieniu przejmuje T-Bag. Mahone otrzymuje zaskakującą propozycję. Do panamskiego zakładu trafia Sucre.                                        |    |                     |                  |                                 |                      |                            |

## Sezon 4 (2008-2009)
Sezon 4. w Stanach rozpoczął się 1 września 2008 roku, a zakończył 24 maja 2009. W Polsce premiera odbyła się 6 września 2009 a ostatni odcinek ma zostać wyemitowany 23 maja 2010 Sezon zawiera 22 odcinki + 2 specjalne, każdy po około 43 minuty. Po odcinku 4x16 stacja FOX wprowadziła zimową przerwę dla serialu Prison Break. Kolejne odcinki Prison Break zaczęły być emitowane od 17 kwietnia 2009. Tego dnia zostały wyemitowane dwa odcinki: powtórka 4x16 i odcinek premierowy 4x17. 
| № | #  | Tytuł                 | Reżyseria         | Scenariusz                        | Premiera (Fox)       | Premiera w Polsce (Polsat) |
| --- | -- | --------------------- | ----------------- | --------------------------------- | -------------------- | -------------------------- |
| 58 | 1  | Scylla                | Kevin Hooks       | Matt Olmstead                     | 1 września 2008      | 6 września 2009            |
| Michael Scofield w poszukiwaniu zemsty za swoją ukochaną (dr Sarą Tancredii) postanawia posunąć się nawet do zabójstwa. Sytuacja komplikuje się gdy Michael dowiaduje się, że Sara żyje. Niedługo potem odnajduje ją. Sona została spalona podczas zamieszek, więc Bellick, Sucre i T-Bag są na wolności. Lincoln za morderstwo zostaje sprowadzony do USA. Wszyscy spotykają się w jednym celu, ich zadaniem jest rozpracowanie i zniszczenie Firmy. |    |                       |                   |                                   |                      |                            |
| 59 | 2  | Breaking and Entering | Bobby Roth        | Zack Estrin                       | 1 września 2008      | 13 września 2009           |
| Drużyna Michaela wykrada dane z dysku, który zawiera informacje o firmie. Okazuje się, iż potrzebne jest jeszcze 5 innych nośników by odczytać całość. |    |                       |                   |                                   |                      |                            |
| 60 | 3  | Shut down             | Milan Cheylov     | Nick Santora                      | 8 września 2008      | 20 września 2009           |
| Przełożony agenta odpowiedzialnego za prowadzenie misji nakazuje sprowadzenie Michaela i jego drużyny z powrotem do więzienia. Uciekając Michael zdobywa dowody na temat posiadaczy dysków. Jednym z nich jest człowiek naciskający na przerwanie misji. Drużyna Michaela otrzymuje zgodę na kontynuować poszukiwania (przełożeni przełożonych interweniują). |    |                       |                   |                                   |                      |                            |
| 61 | 4  | Eagles and Angels     | Michael Switzer   | Karyn Usher                       | 15 września 2008     | 27 września 2009           |
| Drużyna Michaela dowiaduje się, że kolejnym dyskobolem jest turecki konsul Erol Tabak. Agent Self przekazuje Sarze informację o zamordowaniu Bruce’a Bennetta. Drużyna przypadkowo spotyka T-Baga jednak braciom nie udaje się odzyskać przewodnika ornitologicznego, bo zostają zauważeni przez ochroniarza i muszą ratować się ucieczką. T-Bag zjawia się w Gate Corporation jako Cole Pfeiffer. Michael, Lincoln i Mahone w przebraniu policjantów udają się na spotkanie „Eagles and Angels” i udaje im się zdobyć kolejny dysk po uprzednim zabiciu przez Lincolna ochroniarza dyskobola. Sara obwinia się za śmierć Benneta, wracając do „bazy” jest śledzona przez Wyatta. |    |                       |                   |                                   |                      |                            |
| 62 | 5  | Safe and Sound        | Karen Gaviola     | Seth Hoffman                      | 22 września 2008     | 4 października 2009        |
| Agent Self rozpoznaje na zdjęciu kolejnego dyskobola, który okazuje się być naczelnikiem agencji Ministerstwa Finansów. Mahone spotyka się z żoną, która rozpoznaje ze zdjęć zabójcę ich syna. Sara odkrywa, że jest śledzona, ale udaje jej się uciec i powiadomić o wszystkim Michaela. T-Bag przypadkiem odkrywa ukryte wpisy w książce o ptakach. Sucre i Bellick zaczynają poszukiwania T-Baga w okolicy miejsca, gdzie był widziany. Mahone orientuje się, że człowiek śledzący Sarę i zabójca jego syna to ta sama osoba i zaczyna jego poszukiwania. Reszta ekipy Michaela rozpracowuje opcje włamania się do sejfu naczelnika agencji finansów, gdzie znajduje się kolejna część Scylli. W trakcie włamywania się do sejfu z sąsiedniego pomieszczenia w gabinecie naczelnika pojawia się generał, ale szczęśliwie udaje im się dostać do sejfu i skopiować dane. Gretchen ucieka z niewoli, generał Krantz dowiaduje się, że agent Self wyszukiwał informacje na jego temat. |    |                       |                   |                                   |                      |                            |
| 63 | 6  | Blow Out              | Bryan Spicer      | Kalinda Vazquez                   | 29 września 2008     | 11 października 2009       |
| Drużyna Michaela przeprowadza akcję w czasie wyścigów konnych. Podczas gdy Bellick i Sara robią zamieszanie i odwracają uwagę ochrony Lincoln dostaje się do bramek startowych i montuje urządzenie blokujące jedną z nich a Mahone i Michael montują urządzenie ściągające dane ze Scylli w biurze kierownika wyścigów. Po rozpoczęciu gonitwy jedna z bramek zacina się i koń startuje z opóźnieniem. Okazuje się, że obstawił go kolejny dyskobol, który wściekły udaje się do biura kierownika żądając wyjaśnień – w tym czasie Roland ściąga dane. Po ściągnięciu danych Mahone wraca po sprzęt do biura, ale zostaje przyłapany i trafia do więzienia podając fałszywe dane personalne. Gretchen pojawia się w domu swojej siostry w Kalifornii. T-Bag ma coraz większe problemy z udowodnieniem, że jest tym za kogo się podaje. Agent Self nie ma możliwości pomocy w wyciągnięciu Mahone’a z więzienia, odzyskuje jedynie sprzęt Rolanda. Po powrocie do swojego biura zastaje w nim węszącego w jego komputerze informatyka. Wyatt ostrzega Selfa żeby nie szukał informacji o generale Kranzu. Jeden z pracowników w siedzibie GATE odkrywa, że T-Bag to oszust, więc ten zaciera wszystkie ślady w biurze i ucieka. Podczas rozprawy w sądzie drużyna Michaela powoduje przeciążenie prądu i w czasie ciemności i zamieszania wydostają Mahone’a na wolność. Gretchen poszukuje informacji o Whistler’ze – znajduje uciekającego z pokoju hotelowego T-Baga. |    |                       |                   |                                   |                      |                            |
| 64 | 7  | Five The Hard Way     | Garry A. Brown    | Christian Trokey                  | 6 października 2008  | 18 października 2009       |
| T-Bag siedzi w pokoju hotelowym przywiązany do krzesła, a Gretchen próbuje wyciągnąć z niego informacje o Scylli. Drużyna Michaela planuje zdobycie danych z kolejnego dysku. Mahone radzi agentowi Selfowi, aby przestał uciekać i zaczął dokładniej rozpracowywać gen. Krantza, tymczasem generał sugeruje Wyattowi pozbycie się Selfa. Michael, Bellick i Mahone po telefonie od byłej sekretarki T-Baga postanawiają zostać w Los Angeles, aby go schwytać, natomiast reszta drużyny wylatuje do Las Vegas tropem kolejnego dyskobola. Bellick i Michael wpadają w pułapkę zastawioną przez T-Baga, Mahone ucieka. T-Bag zmusza Michaela do rozpracowania książki o ptakach. Michael opóźnia złożenie mapy ze stron książki czekając na ratunek, tymczasem Mahone spotyka się z Selfem i sprawdza pozycję Michaelą wskazywaną przez nadajnik na jego kostce. Zjawia się w miejscu, które wskazują nadajniki, ale nie znajduje tam nikogo oprócz pozostawionej przez Michaela kartki z napisem GATE. Agent Self pojawia się u gen. Kranza zastraszając go ujawnieniem danych na jego temat. Początkowo generał nie przejmuje się tym, ale w końcu proponuje mu 'przejście na jego stronę, za lepszą płacę, ale Self odmawia. T-Bag zaprowadza Michaela do biura w wieżowcu GATE. Michael odnajduje tajemne pomieszczenie, zjawia się tam też Mahone, który pomaga w zamknięciu T-Baga. Drużyna namawia Sucre do spędzenia kilku chwil sam na sam z kolejnym dyskobolem w jego pokoju, aby zgrać dane z dysku. Okazuje się, że dyskobol wcale nie jest homoseksualistą tylko chce aby Sucre przespał się z jego żoną, w tym czasie Roland zgrywa dane. Przy wyjściu z kasyna Roland postanawia zagrać w jednorękiego bandytę. Ochroniarze wychwytują jego oszustwo i zabierają mu urządzenie do przechwytywania danych. Michael odkrywa przejście prowadzące do dekodera Scylli, ale okazuje się, że nie mają całości planu budynku – kontaktuje się z nimi Gretchen i proponuje wymianę reszty schematu za T-Baga. |    |                       |                   |                                   |                      |                            |
| 65 | 8  | The Price             | Bobby Roth        | Graham Roland                     | 20 października 2008 | 25 października 2009       |
| Drużyna układa plan wykradnięcia danych z ostatniego dysku, który jest w posiadaniu gen. Kranza. Michael razem z agentem Selfem spotyka się z Gretchen, z którą zamierza współpracować. Sara rozmawia z Michaelem o jego zdrowiu. Podczas rozmowy Scofield zdradza jej, że Gretchen żyje. Dr Tancredi wraca myślami do chwil, kiedy była przez nią więziona i torturowana. W międzyczasie drużyna ma już gotowy plan zdobycia szóstego dysku. W momencie, gdy przygotowują się do jego realizacji Roland knuje spisek. Chce wydać braci seryjnemu zabójcy Firmy, Wyattowi. Gretchen kontynuuje współpracę z T-Bagiem. Wyatt powiadamia Pad Mana o propozycji Rolanda. Drużyna wciela w życie swój plan, który jednak się nie powiódł. W akcji zostaje postrzelony Sucre. Sara spotyka się z Gretchen. Roland ujawnia Wyattowi miejsce przebywania drużyny, po czym zostaje przez niego postrzelony. W tym samym momencie seryjnego zabójcę Firmy odnajduje drużyna wraz z żądnym zemsty za śmierć syna Mahone’em. Roland umiera w zaułku trzymany za rękę przez Michaela |    |                       |                   |                                   |                      |                            |
| 66 | 9  | Greatness Achieved    | Jesse Bochco      | Nick Santora                      | 3 listopada 2008     | 1 listopada 2009           |
| Wyatt jest przetrzymywany i torturowany przez drużynę. Nie chcą także dopuścić, aby wpadł w ręce Mahone’a żądnego zemsty za zabójstwo syna. Pad Man wraz z Lisą omawiają plan przeniesienia Scylli. Tymczasem generał dowiaduje się, że Wyatt nie daje żadnych oznak życia. Drużyna kontynuuje omawianie planu zdobycia Scylli. Mahone nie wytrzymuje i chce rzucić się na seryjnego zabójcę Firmy. Zostaje powstrzymany przez Dona Selfa, który przyprowadza go do porządku. Nagrywa sfałszowany głos Wyatta po czym dzwoni do Pad Mana. Michael, Sucre, Bellick i Lincoln w drodze do Scylli natrafiają na przeszkodę w postaci rury zaopatrującą Los Angeles w wodę. Postanawiają zrobić pod nią podkop. Jednak, kiedy okazuje się, że nie jest to takie łatwe układają nowy plan. Bellick wraz z Lincolnem jadą do głównego zasilania, aby wywołać usterkę. Kiedy tak się dzieje Michael i Sucre robią w głównej rurze dwa otwory, przez którą potem przeprowadzą kolejną rurę, aby przejść na drugą stronę, gdy zasilanie zostanie włączone. W międzyczasie Mahone zaczyna rozmowę z Wyattem. Następnie wciela w życie tortury, które zakańcza ostatecznie wepchnięciem osłabionego pracownika Firmy do Oceanu. Generała Kranza odwiedza Gretchen. Po powrocie Lincolna i Bellicka drużyna wprowadza w życie plan przeprowadzenia rury. W momencie, gdy rura spada, Bellick poświęca swoje życie dla drużyny i zostaje uwięziony w głównej rurze zasilającej miasto w wodę. Nagle słychać hałas zbliżającej się wody, która chwilę po tym napiera na Bellicka. |    |                       |                   |                                   |                      |                            |
| 67 | 10 | The Legend            | Dwight Little     | Karyn Usher                       | 10 listopada 2008    | 8 listopada 2009           |
| Drużyna opłakuje śmierć Bellicka. Kiedy dowiadują się, że jego ciało nie zostanie oddane jego matce wybucha bójka pomiędzy Selfem i Sucre. W ostateczności udaje się zmusić Dona Selfa do godnego traktowania zmarłego Bellicka. Michael spotyka się z Gretchen w celu przekazania mu brakujących stron szkicu drogi do Scylli. Nadal trwają pracę nad przeniesieniem Scylli w bezpieczne miejsce. Drużyna nie może rozgryźć dziwnie wyglądającego planu drogi do Scylli. Jednak udaje im się znaleźć wśród zapisków nazwisko Davida Bakera. Mają nadzieję, że przynajmniej on wie o co chodzi. Michael postanawia go odszukać. Jednak nagle daje mu o sobie znać choroba, przez co razem z Sarą jedzie do szpitala. Do T-Baga przychodzi jego współpracowniczka, która daje mu akta odnośnie do Gretchen. Przez swoją nieuwagę daje T-Bagowi do zrozumienia, że zna Whistlera. Bagwell staje się podejrzliwy. Susan spiskuje za plecami drużyny. Spotyka się z Teodorem w celu omówienia planu odbicia z rąk drużyny Scylli. Michael robi sobie badania. Jednak z powodu pojawienia się policji w szpitalu nie może na nie czekać i ucieka, razem z Sarą, do magazynu. Generał Krantz dowiaduje się od Lisy, że mają problemy z przeniesieniem Scylli. Postanawiają odnaleźć Davida Bakera. Mahone trafia do domu Bakera. Chce oszukać go, że pracuje dla Firmy. Baker nie chce rozmawiać z nim o projekcie Scylla. W rozmowie przeszkodziło im nagłe wtargnięcie ludzi Firmy. Mahon zaczyna uciekać. Po drodze spotyka żonę Davida Bakera, która wręcza mu legendę do planu Scylli. Lincoln wraz z Sucre w drodze do Scylli natrafiają na przeszkodę w postaci ściany, przez którą muszą się przebić. Sucre nagle staje na bombie. Zdenerwowany Lincoln biegnie po Gretchen, aby ta im pomogła. Susan postanawia rozbroić bombę. W tym momencie przybiega Mahone i mówi, że bomby nie można rozbroić, tylko wyłączyć. Znajduje wyłącznik. Do magazynu przywieziono trumnę z ciałem Bellicka. Drużyna żegna go, po czym trumna odjeżdża. Sara dostaje telefon z wynikami badań Michaela. Jego stan jest bardzo ciężki. Ma nowotwór podwzgórza, którego musi bardzo szybko usunąć. W przeciwnym wypadku umrze. |    |                       |                   |                                   |                      |                            |
| 68 | 11 | Quiet Riot            | Kevin Hooks       | Seth Hoffman                      | 17 listopada 2008    | 15 listopada 2009          |
| Michael ściga się z czasem i swoim pogarszającym się zdrowiem, by włamać się do Centrum Firmy i ukraść Scyllę, ale sukces włamania zależy w dużej mierze od Sucre. Gretchen stroi się na spotkanie z Generałem by dokończyć ostatnią próbę dostania klucza do karty. T-Bag musi podjąć decyzję czy pozostawienie jego zabójstwa będzie dobrym posunięciem. Michael i jego gang robią ostatnie przygotowania do włamania, podczas którego mają wykraść Scylle. Grethen używa kobiecych sztuczek by zdobyć ostatnią kartę od Generała. Podczas gdy Gretchen skupia się na zdobyciu szóstej karty, a Lisa Tabak kończy plany związane z przeniesieniem Scylli gang przeszukuje pokój, gdzie zlokalizowana jest Scylla. Ale jest to tylko połowa sukcesu. Tymczasem Michael niechętnie zgadza się na wizytę u specjalisty. |    |                       |                   |                                   |                      |                            |
| 69 | 12 | Selfless              | Michael Switzer   | Kalinda Vazquez                   | 24 listopada 2008    | 22 listopada 2009          |
| Poszukiwanie Scylli prowadzi do zaskakującego końca, ponieważ Sara bierze za zakładnika Lisę, T-Bag i Gretchen czekają w GATE na powrót drużyny ze Scyllą, a Michael i Lincoln spotykają się twarzą w twarz z Generałem. Drużyna zostaje zdradzona przez Dona. |    |                       |                   |                                   |                      |                            |
| 70 | 13 | Deal or No Deal       | Bobby Roth        | Christian Trokey                  | 1 grudnia 2008       | 29 listopada 2009          |
| Michael musi utrzymać drużynę w komplecie po zdradzie Dona. T-Bag poznaje nowego partnera, który szantażuje Gretchen znalezionym klientem na Scyllę. |    |                       |                   |                                   |                      |                            |
| 71 | 14 | Just Business         | Mark Helfrich     | Graham Roland                     | 8 grudnia 2008       | 28 lutego 2010             |
| Michael i Lincoln spieszą się, ponieważ chcą odzyskać Scyllę od Gretchen i jej nowego partnera. Chcą oni bowiem zabrać braciom brakującą część układanki. Tymczasem, Mahone spotyka się ze starym kolegą, który jest rozdarty pomiędzy przyjaźnią a obowiązkiem. T-Bag jest poddany próbie wiary, w trakcie przetrzymywania rodziny Gretchen jako zakładników. |    |                       |                   |                                   |                      |                            |
| 72 | 15 | Going Under           | Karen Gaviola     | Zack Estrin                       | 15 grudnia 2008      | 7 marca 2010               |
| Michael dostaje medyczną opiekę w najmniej oczekiwanym miejscu, a Charles Westmorland powraca aby pomóc odkryć prawdziwe znaczenie Scylli. Tymczasem Lincoln i Sucre próbują powstrzymać Gretchen zanim Scylla przepadnie na zawsze. Lincoln zawiera układ z generałem, a Michael ma operację mózgu. Lincoln także wyciąga informacje od T-Baga. Tymczasem Wheeler i Lang eskortują Alexa Mahone do więzienia, a Self i Gretchen czekają na potencjalnych klientów. Susan otrzymuje telefon od jej siostry, która ma kłopoty. Podczas zabiegu, Michael w przywidzeniach dostaje niespodziewaną pomoc w rozszyfrowaniu tajemnicy Scylli od Westmorlanda. |    |                       |                   |                                   |                      |                            |
| 73 | 16 | The Sunshine State    | Kevin Hooks       | Matt Olmstead, Nicholas Wootton   | 22 grudnia 2008      | 14 marca 2010              |
| Scofield został odizolowany i uwięziony w domu przez Firmę. Firma próbuje zwerbować Michaela różnymi metodami. Uświadamiają mu, że jego matka, Christina Rose Scofield wciąż żyje i pracuje dla nich. Tymczasem Lincoln i jego ekipa szukają biznesmena, który ukradł Scyllę. Sara zostaje „porwana” przez Lisę Tabak, która mówi Sarze gdzie trzymają Michaela, a po tym ją wypuszcza. Sara pomaga uciec Michaelowi. Drużyna znajduje złodzieja, lecz Gretchen celuje w nich z pistoletu. Ostatecznie zabija dwóch ochroniarzy biznesmena. Biznesmen podstępem strzela i trafia Gretchen w brzuch, po czym ona odpowiada mu w ten sam sposób zabijając go. Gretchen została postrzelona. Mocno krwawi, w końcu Lincoln decyduje się ją dobić (był za tym Don Self), lecz T-bag oraz Mahone namówili Linca, aby ten jej nie zabijał. Zostawiają postrzeloną Gretchen, tamtejszej policji. Okazuje się, że Scyllę ma matka Scofielda i Burrowsa. |    |                       |                   |                                   |                      |                            |
| 74 | 17 | The Mother Lode       | Jonathan Glassner | Seth Hoffman                      | 17 kwietnia 2009     | 21 marca 2010              |
| Ekipa znalazła klucze przy ciele zabitego biznesmena. Okazuje się, że jeden z nich to klucz do posiadłości Christiny Rose Scofield. Michael i Sara poznają niebezpieczeństwo jazdy autostopem w drodze do Miami, a Lincoln spotyka się z Christiną, która informuje go o jej planach przejęcia Firmy. |    |                       |                   |                                   |                      |                            |
| 75 | 18 | VS.                   | Dwight Little     | Christian Trokey, Kalinda Vazquez | 24 kwietnia 2009     | 28 marca 2010              |
| Michael i Lincoln szykują się do pojedynku o Scyllę, gdy Christina rozkazuje strzelać i wcielić jej plan w życie. Sara otrzymuje niespodziewane informacje, a T-Bag urządza scenę przed indyjską ambasadą. |    |                       |                   |                                   |                      |                            |
| 76 | 19 | S.O.B.                | Garry A. Brown    | Karyn Usher                       | 1 maja 2009          | 4 kwietnia 2010            |
| Michael ma niespokojne spotkanie z Christiną, która wyjawia mu tajemnicę, dotyczącą Lincolna. Tymczasem grupa Lincolna działając pod presją czasu, którą narzucił Generał, wpada w pułapkę. |    |                       |                   |                                   |                      |                            |
| 77 | 20 | Cowboys, Indians      | Milan Cheylov     | Nick Santora                      | 8 maja 2009          | 25 kwietnia 2010           |
| W hotelu, w którym popełniono morderstwo na konferencji światowej energii, wybuchają zamieszki. Złapani w pułapkę Michael i Lincoln znajdują drogę ucieczki, w czym pomaga im Generał, stawiając pewne ultimatum. Obaj odbijają Scyllę Christinie, która zdoła jednak schwytać Lincolna. Scofield staje przed wyborem, czy pomóc mu, czy uratować Sarę. |    |                       |                   |                                   |                      |                            |
| 78 | 21 | Rate of Exchange      | Bobby Roth        | Zack Estrin                       | 15 maja 2009         | 2 maja 2010                |
| Michael i Mahone przygotowują plan odbicia Sary z rąk Krantza i Lincolna z rąk z Christiny. Tymczasem T-Bag pilnuje Sarę i zaczyna się do niej dobierać. W międzyczasie Self jest torturowany przez agentów FBI, którzy chcą by zdradził im gdzie znajdują się obecnie bracia. W Chicago Sucre nieoczekiwanie spotyka C-Note’a, który chce pomóc braciom w walce z Firmą... |    |                       |                   |                                   |                      |                            |
| 79 | 22 | Killing Your Number   | Kevin Hooks       | Matt Olmstead, Nicholas Wootton   | 15 maja 2009         | 9 maja 2010                |
| Podczas gdy Mahone znajduje się w pułapce Christiny, Sucre i C-Note usiłują wydobyć od T-Baga informację o miejscu pobytu braci. Michael postanawia zniszczyć Scyllę. Nieoczekiwanie otrzymuje pomoc od Paula Kellermana. W międzyczasie Self ostatecznie odmawia pomocy agentom FBI. Akcje odbicia Lincolna i Sary dochodzą zaś ostatecznie do skutku... |    |                       |                   |                                   |                      |                            |

## The Final Break (2009)
Twórcy potwierdzili pogłoski jakoby sezon 4 byłby ostatnim sezonem oraz, że oprócz zaplanowanych 22 odcinków, zostaną nakręcone dodatkowo dwa odcinki, które przybiorą formę pełnometrażowego filmu o tytule: Prison Break: The Final Break. Końcowe odcinki serialu 4x23 i 4x24 wyemitowała izraelska stacja Yes Stars Action, która zakupiła prawa do ich emisji. Producent – amerykańska stacja Fox – nie zdecydowała się na emisję tych odcinków na swojej antenie.
| № | #  | Tytuł                  | Reżyseria   | Scenariusz     | Premiera (Yes) | Premiera w Polsce (Polsat) |
| --- | -- | ---------------------- | ----------- | -------------- | -------------- | -------------------------- |
| 80 | 23 | The Old Ball and Chain | Brad Turner | Paul Scheuring | 24 maja 2009   | 16 maja 2010               |
| Sara i Michael biorą ślub. Ceremonię zakłóca jednak nieoczekiwane aresztowanie Sary za zabójstwo Christiny Scofield. Kobieta zostaje zesłana do więzienia dla kobiet Miami-Dade. Spotyka tam Gretchen. Tymczasem o uwięzieniu Sary dowiaduje się Krantz. Pełen żądzy zemsty, planuje zabicie jej w więzieniu... |    |                        |             |                |                |                            |
| 81 | 24 | Free                   | Kevin Hooks | Paul Scheuring | 24 maja 2009   | 23 maja 2010               |
| Podczas gdy Sara nadal przebywa w więzieniu dla kobiet Miami-Dade, Michael, Mahone, Lincoln i Sucre planują uwolnienie jej stamtąd. Ich plany próbuje pokrzyżować przebiegły agent FBI – Todd Wheatley. Do ucieczki z więzienia szykuje się także Gretchen...                                                   |    |                        |             |                |                |                            |

## Skazany na śmierć: Sequel (2017)
| №  | # | Tytuł                  | Reżyseria        | Scenariusz                     | Premiera (Fox)   | Premiera w Polsce                                    |
| -- | - | ---------------------- | ---------------- | ------------------------------ | ---------------- | ---------------------------------------------------- |
| 82 | 1 | Ogygia                 | Nelson McCormick | Paul Scheuring                 | 4 kwietnia 2017  | Canal +: 14 kwietnia 2017, Polsat: 9 listopada 2018  |
| 83 | 2 | Kaniel Outis           | Maja Vrvilo      | Paul Scheuring                 | 11 kwietnia 2017 | Canal +: 21 kwietnia 2017, Polsat: 9 listopada 2018  |
| 84 | 3 | The Liar               | Maja Vrvilo      | Josh Goldin, Rachel Abramowitz | 18 kwietnia 2017 | Canal +: 28 kwietnia 2017, Polsat: 16 listopada 2018 |
| 85 | 4 | The Prisoner's Dilemma | Guy Ferland      | Michael Horowitz               | 25 kwietnia 2017 | Canal +: 5 maja 2017, Polsat: 16 listopada 2018      |
| 86 | 5 | Contingency            | Guy Ferland      | Vaun Wilmott                   | 2 maja 2017      | Canal +: 12 maja 2017, Polsat: 23 listopada 2018     |
| 87 | 6 | Phaecia                | Kevin Tancharoen | Michael Horowitz               | 9 maja 2017      | Canal +: 19 maja 2017, Polsat: 23 listopada 2018     |
| 88 | 7 | Wine Dark Sea          | Kevin Tancharoen | Vaun Wilmott                   | 16 maja 2017     | Canal +: 26 maja 2017, Polsat: 30 listopada 2018     |
| 89 | 8 | Progeny                | Nelson McCormick | Michael Horowitz               | 23 maja 2017     | Canal +: 2 czerwca 2017, Polsat: 30 listopada 2018   |
| 90 | 9 | Behind the Eyes        | Nelson McCormick | Paul Scheuring                 | 30 maja 2017     | Canal +: 9 czerwca 2017, Polsat: 30 listopada 2018   |

## Odcinki specjalne
Oprócz odcinków fabularnych wyemitowano też szereg odcinków specjalnych, zawierających szczegóły produkcji serialu, wywiady z aktorami, itp. Odcinki nie były emitowane w Polsce.
| Tytuł                  | Data emisji          |
| ---------------------- | -------------------- |
| Behind the Walls       | 11 października 2005 |
| Making of Prison Break | 8 sierpnia 2006      |
| Beyond the Ink         | 8 sierpnia 2006      |
| The Road To Freedom    | 8 stycznia 2007      |
| Access All Areas       | 23 września 2007     |

## Proof of Innocence
Proof of Innocence – (ang. Dowód niewinności) to seria dwuminutowych filmów powiązanych z fabułą serialu (spinoff), przeznaczonych do odtwarzania na telefonach komórkowych (nazywanych mobisodes od połączenia angielskich słów mobile (mobilny) oraz episode (odcinek)). W serii tej nie występuje żaden z aktorów znanych z głównych sezonów. Seria ta służy reklamie Toyoty Yaris, ponieważ Toyota jest jej głównym sponsorem. Seria została dołączona również do amerykańskiego wydania DVD pierwszego sezonu serialu i rozpoczyna się krótkim wprowadzeniem Roberta Kneppera (T-Bag).
| Lp. | Tytuł         | Data premiery |
| --- | ------------- | ------------- |
| 1   | Proof         | maj 2006      |
| 2   | Deeper        | maj 2006      |
| 3   | Trust         | maj 2006      |
| 4   | Heat          | maj 2006      |
| 5   | Insight       | maj 2006      |
| 6   | Ally          | maj 2006      |
| 7   | Closer        | maj 2006      |
| 8   | Switch        | maj 2006      |
| 9   | Contingency   | czerwiec 2006 |
| 10  | Abduction     | czerwiec 2006 |
| 11  | Visit         | czerwiec 2006 |
| 12  | Interrogation | czerwiec 2006 |
| 13  | Panic         | czerwiec 2006 |
| 14  | Flush         | czerwiec 2006 |
| 15  | Trapped       | czerwiec 2006 |
| 16  | Escape        | czerwiec 2006 |
| 17  | Chase         | lipiec 2006   |
| 18  | Evade         | lipiec 2006   |
| 19  | Guidance      | lipiec 2006   |
| 20  | Battle        | lipiec 2006   |
| 21  | Consequences  | lipiec 2006   |
| 22  | Wrinkle       | lipiec 2006   |
| 23  | Freedom       | lipiec 2006   |
| 24  | Reunited      | lipiec 2006   |
| 25  | Busted        | lipiec 2006   |
| 26  | Horizon       | lipiec 2006   |